# Piraí
Piraí, amtlich Município de Piraí, ist eine brasilianische Gemeinde im Bundesstaat Rio de Janeiro, die 1837 gegründet wurde. Sie liegt ca. 387 m über dem Meeresspiegel und rund 90 km von der Bundeststaatshauptstadt Rio de Janeiro entfernt. Eine Volkszählung aus dem Jahr 2010 ergab eine Einwohnerzahl von 26.314. Im Jahr 2018 lebten nach offizieller Schätzung etwa 29.000 Menschen in Piraí. Die Fläche umfasst ca. 505,5 km².
Die Nachbargemeinden von Piraí sind Paracambi, Pinheiral, Rio Claro und Volta Redonda.

## Untergliederung
Piraí ist in vier Distrikte unterteilt:
- Piraí (Verwaltungssitz)
- Vila Monumento
- Arrozal
- Santanésia

sowie 18 Bairros (Stadtviertel):
- Asilo
- Rosa Machado
- Ponte de Cimento
- Casa Amarela
- Fazendinha
- Ipê
- Santanésia
- Vila Monumento
- Querosene
- Varjão
- Arrozal
- Ponto Quarenta
- Vale Verde
- Cacaria
- Ponte das Laranjeiras
- Morro do Sarole
- Ponte Coberta
- Jaqueira

## Söhne und Töchter der Stadt
- Lúcio de Mendonça (1854–1909), Jurist, Schriftsteller und Mitgründer der Academia Brasileira de Letras
- Luiz Fernando Pezão (* 1955), Stadtpräfekt, Mitinitiator des Piraí digital und seit 2014 Gouverneur des Bundesstaates Rio de Janeiro